# Leontia
Leontia, född på 500-talet, död 610, var en bysantinsk kejsarinna, gift med kejsar Fokas.
Leontia var gift med Fokas vid tiden för hans maktövertagande, när han kröntes av armén 23 november 602; två dagar senare tågade Fokas in i Konstantinopel, och 27 november eskorterade han Leontia högtidligt in i staden och krönte henne till kejsarinna. Vid samma tillfälle utbröt konflikt på Hippodromen mellan det Gröna laget, som ville hälsa kejsarinnan med applåd i Ampelion, och det Blå laget, som ansåg det som en främmande sed: det var i samband med det som Blå laget påminde Fokas om att hans företrädare fortfarande var vid liv, något som ledde till avrättningen av exkejsaren.
Kejsar Fokas hade enligt uppgift en mätress, ämbetsmannadottern Callinice. Leontia nämns bara några få gånger under makens regeringstid. Hon förekommer ofta på mynt. Paret hade ett barn, dottern Domentzia. Leontia nämns vid sin dotters bröllop med patricien Priscus 607, då statyer restes av både kejsarparet och de nygifta av Hippodromens två lag, vilket tyder på att Priscus sågs som Fokas tronföljare. Fokas ska ha gett order om att statyerna av hans dotter och svärson förstördes. 
Hennes dödsår är inte känt, men hon förmodas tillhöra de medlemmar av Fokas familj som mördades då han störtades 5 oktober 610. 